# إريك سيلفيان
إريك سيلفيان هو لاعب كرلنغ كندي، ولد في 16 يونيو 1971 في ثيتفورد ماينز في كندا.

## وصلات خارجية
- إريك سيلفيان على موقع الاتحاد الدولي للكرلنغ (الإنجليزية)